# Hyposidra myciterna
Hyposidra myciterna là một loài bướm đêm trong họ Geometridae.